# Rodrigo Brito
Rodrigo Andrés Brito Tobar (Santiago, 23 de febrero de 1983) es un exfutbolista chileno. Jugaba de defensa lateral.

## Trayectoria
Estuvo tres años en Deportes La Serena, y luego pasó a Curicó Unido por todo el 2008.
A mediados de diciembre de 2009 recala en Deportes Iquique, club en el que juega desde la temporada 2010. En julio de 2014 termina contrato con los "dragones celestes" y es fichado por Rangers de Talca.
En 2015 regresa a Club Deportes La Serena en donde se logra ganar un puesto y queda como uno de los máximos referentes del club logrando el ascenso en 2019 y finalmente retirándose post descenso 2022

## Clubes
| Club               | País  | Año       |
| ------------------ | ----- | --------- |
| Deportes La Serena | Chile | 2005-2008 |
| Curicó Unido       | Chile | 2009      |
| Deportes Iquique   | Chile | 2010-2014 |
| Rangers            | Chile | 2014-2015 |
| Deportes La Serena | Chile | 2015-2022 |
| Deportes Limache   | Chile | 2023-2024 |

## Palmarés

### Campeonatos nacionales
| Título           | Club             | País  | Año     |
| ---------------- | ---------------- | ----- | ------- |
| Primera B        | Deportes Iquique | Chile | 2010    |
| Copa Chile       | Deportes Iquique | Chile | 2010    |
| Copa Chile       | Deportes Iquique | Chile | 2013-14 |
| Segunda División | Deportes Limache | Chile | 2023    |